# Пундик Микола Володимирович
Микола Володимирович Пундик (нар. 3 січня 1961, місто Харків Харківської області) — український діяч, голова Одеської обласної ради (2010—2013 рр.).

## Життєпис
У вересні 1978 — січні 1981 року — студент Київського державного педагогічного інституту імені Горького. У січні 1981 — липні 1982 року — транспортний робітник ІІ розряду Будівельно-монтажного управління «Київпромзв'язокбуд» у Києві. У вересні 1982 — серпні 1985 року — студент Київського державного педагогічного інституту імені Горького. Здобув спеціальність вчителя історії, суспільствознавства, методиста виховної роботи.
У вересні 1985 — вересні 1986 року — учитель історії та суспільствознавства середньої школи № 97 міста Києва. У вересні 1986 — серпні 1987 року — організатор позашкільної та позакласної роботи середньої школи № 1 міста Києва. У серпні 1987 — січні 1989 року — викладач історії філії СПТУ № 34 міста Києва. У січні 1989 — серпні 1995 року — учитель історії та суспільствознавства середньої школи № 178 міста Києва.
У травні 1996 — вересні 1998 року — начальник відділу маркетингу, у вересні 1998 — листопаді 1999 року — заступник генерального директора ТОВ виробничо-комерційної фірми «Термо» у Києві. Член Партії регіонів.
У листопаді 1999 — квітні 2000 року — заступник генерального директора з виробництва та комерції, у квітні — листопаді 2000 року — генеральний директор ТОВ виробничо-комерційної фірми «Оскар» у Донецьку.
У грудні 2000 — вересні 2002 року — заступник генерального директора з фінансових питань ТОВ виробничо-комерційної фірми «Гірничорудні технології» у Києві.
У листопаді 2003 — березні 2005 року — генеральний директор ТОВ «Хімічні та інженерні технології» у Києві.
У вересні 2006 — листопаді 2007 року — помічник-консультант народного депутата України від Партії регіонів. У серпні 2008 — березні 2010 року — помічник-консультант народного депутата України від Партії регіонів Івана Попеску.
У квітні — листопаді 2010 року — заступник голови — керівник апарату Одеської обласної державної адміністрації.
16 листопада 2010 — 14 листопада 2013 року — голова Одеської обласної ради.
Керівник Благодійного фонду «Скарб добра».
З 2017 року — керівник Одеської регіональної організації партії «За життя».

## Родина
Одружений. Має двох синів та трьох внуків.

## Нагороди
- орден «За заслуги» ІІІ ступеня (.06.2011)[1]